# Розчинна підкладка
Розчи́нна підкла́дка (рос. растворимая подложка, англ. soluble support) — у комбінаторній хімії — підкладка, що є розчинною в умовах
реакції, але може бути легко відділеною за допомогою простого процесу. Така підкладка, до якої однаково прикріплені всі бібліотечні члени, робить бібліотечні компоненти розчинними за умов бібліотечного синтезу, але разом з тим, вони легко можуть бути відділені від більшості решти розчинних компонентів, коли потрібно, за допомогою простого фізичного процесу. Приклади розчинних підкладок включають лінійні полімери, такі як поліетиленгліколі, дендримери, флуоровані сполуки, які селективно розділяються в флуорозбагачених розчинниках.